# 天津経済技術開発区

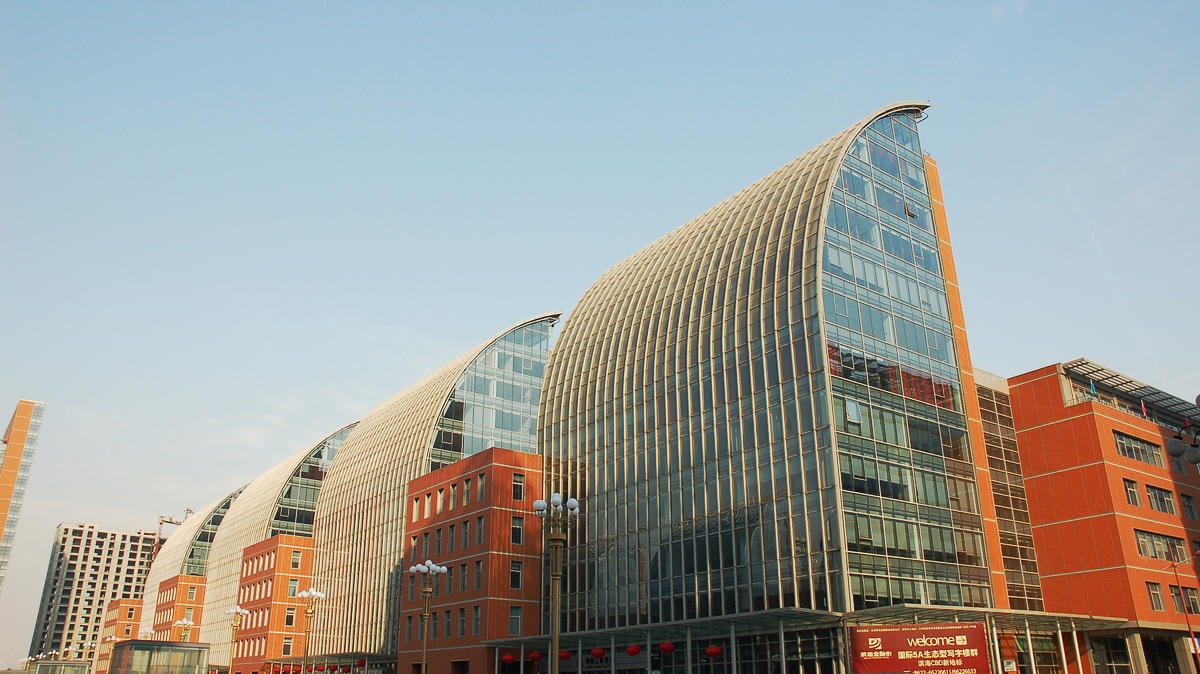
天津経済技術開発区

天津経済技術開発区（てんしんけいざいぎじゅつかいはつく）、又は泰達（たいたつ,TEDA）とは、中華人民共和国天津市浜海新区に位置する経済技術開発区の一つでかつ国家綜合配套改革試験区の一部分である。経済技術開発区の中での環境評価は2008年まで12年にわたり首位を守っている。

## 名称
「天津経済技術開発区」を英訳すると「Tianjin Economic-Technological Development Area」となり、各頭文字を取ると「TEDA」（テダ）となることから、この四文字に漢字を当て「泰達」（タイダ、拼音: Tàidá）という略称が生まれ、「安泰」、「通達」という両漢字の意味を取り形容詞化され、また泰達駅など区内においては地名としても用いられるようになっている。

## 歴史

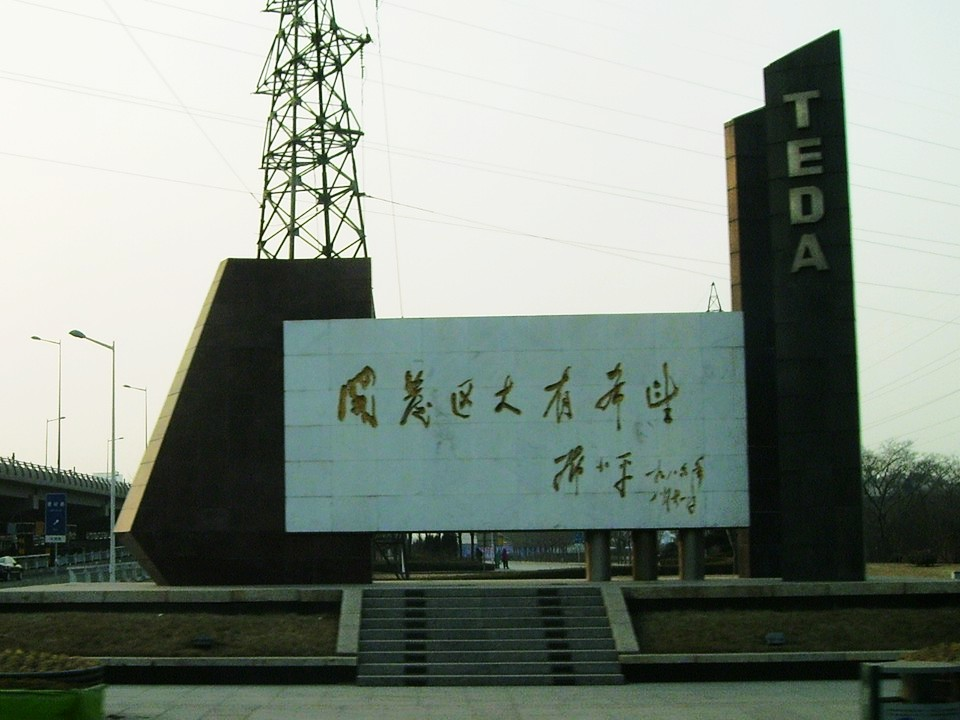
鄧小平の「開発区大有希望」碑

もともとこの一帯は海に突出した地域であり、中華人民共和国成立後は天津市塘沽区に編入されていた。1984年4月13日から4月15日にかけて開かれた中国共産党天津市委員会第一回会議においては何も決定が下されなかったものの、同年6月21日から6月30日にかけての同第二回会議において、改革開放に基づき、天津市を開放し開発することを決議、会議閉幕後に建設が始まることが決議され、同年11月、中国共産党中央政治局の倪志福と国務委員の谷牧により建設計画を批准した。12月6日には、建設が進捗した。
同日、国務院は「天津市の対外開放の進捗に関する中央十三号文件報告」を出しており、「現在の塘沽塩場三分場を経済開発区として指定する。東は海防路から西は京山線、南は計画中の高速道路から北は北塘鎮に至る33平方キロメートルに及ぶ土地である。」と発表し、経済技術開発区として同地が認められた。1985年9月20日市国民政府は国務院報告を承認し、同地の計画調整を図る事に同意し、その区域を東は海防路から西は京山線、南は新港四号路から北は北塘鎮儲潮庫に至る33平方キロメートルに及ぶ土地と改めた。
1986年8月21日には、当時の中央軍事委員会主席たる鄧小平が、当時の天津市市長たる李瑞環と共に同地を訪れ、「開発区大有希望」と筆を走らせ、後に碑文が建立された。また、鄧小平は同時に市中心部と海岸の間に荒野が広がっているのは芳しくなく、国力を以て早急に同地を開発する事を述べた。
1992年にはモトローラ社が同地に改革開放開始以来の巨額たる1億200万米ドルを投資した。2009年11月9日、国務院は天津市の行政区画整理を承認し、塘沽区、漢沽区、大港区は新設される浜海新区に統合されることとなり、これにより同地は一つの行政機関に纏められる事となった。

## 地理
東は海防路から西は京山線、南は新港四号路から北は北塘鎮儲潮庫に至る33平方キロメートルの土地である。

### 地質
同地は渤海湾の西側に面しており、海が退いた海岸平野であることから、かつては塩田であった。平均標高は2.5メートルであり、概して東側が西側より標高が高かったが、土地整理が行われ、平均標高は3.5メートル程に上昇した。同地の地質状況は優良であるものの、地盤は軟らかく、地下には断裂帯が走っている。よって建物は地震烈度7に耐えられるように設計している。

### 気候
気候としては温暖湿潤気候と亜寒帯湿潤気候の中間に位置するような、日本でいえば仙台市に近い気候であり、四季は明瞭に分かれている。これは渤海湾に面しているためである。また、年平均気温は12.6度、月平均気温は7月が年間最高で26.5度、年間最低は1月で氷点下3.3度である。同地における歴代最高気温は1999年7月24日の40.9度、歴代最低気温は1986年1月4日の氷点下15.4度である。月平均日較差は5.1度から10.9度で年平均降水量は566ミリメートル、年平均63.4日の降水である。年間平均日照時間は2731.9時間で、平均の初霜日は11月10日、晩霜日は3月18日、霜が降りないのは年平均218日である。

## 区画

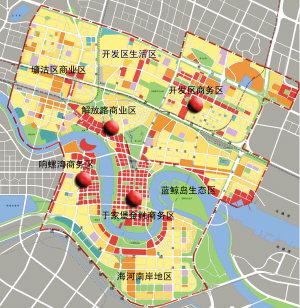
同地界隈の地図

同地は初回指定時の領域の一部は包括しておらず、代替として武清区の逸仙科学工業区、東麗区の天津経済技術開発区西区や西青区の西青微電子工業区、浜海新区内の天津漢沽現代産業区等を包括している。2009年4月、天津泰達管理委員会と共同で南港工業区を開発する南港工業区管理委員会が発足した。

### 天津経済技術開発区西区
天津経済技術開発区を西に延伸した地区。

### 天津漢沽現代産業区
1996年に成立、天津経済技術開発区を北に延伸した地区で、ハイテク産業や学術施設等が進出する予定である。

### 西青微電子工業区
西青区大寺鎮に位置する当区は天津市中心部に最も近い地区で、1996年の成立以後、北部中国で最も良好な発展を見せ、IT産業等が進出している。

### 逸仙科学工業区
1993年5月に成立し、電子産業や機械産業等が主の地区となっている。

### 南港工業区
同区は「天津南港」とも呼ばれ、浜海新区の海岸線南部を占め、化学工業を中心とする綜合的な重工業が集積する地帯となっている。

## 建築物

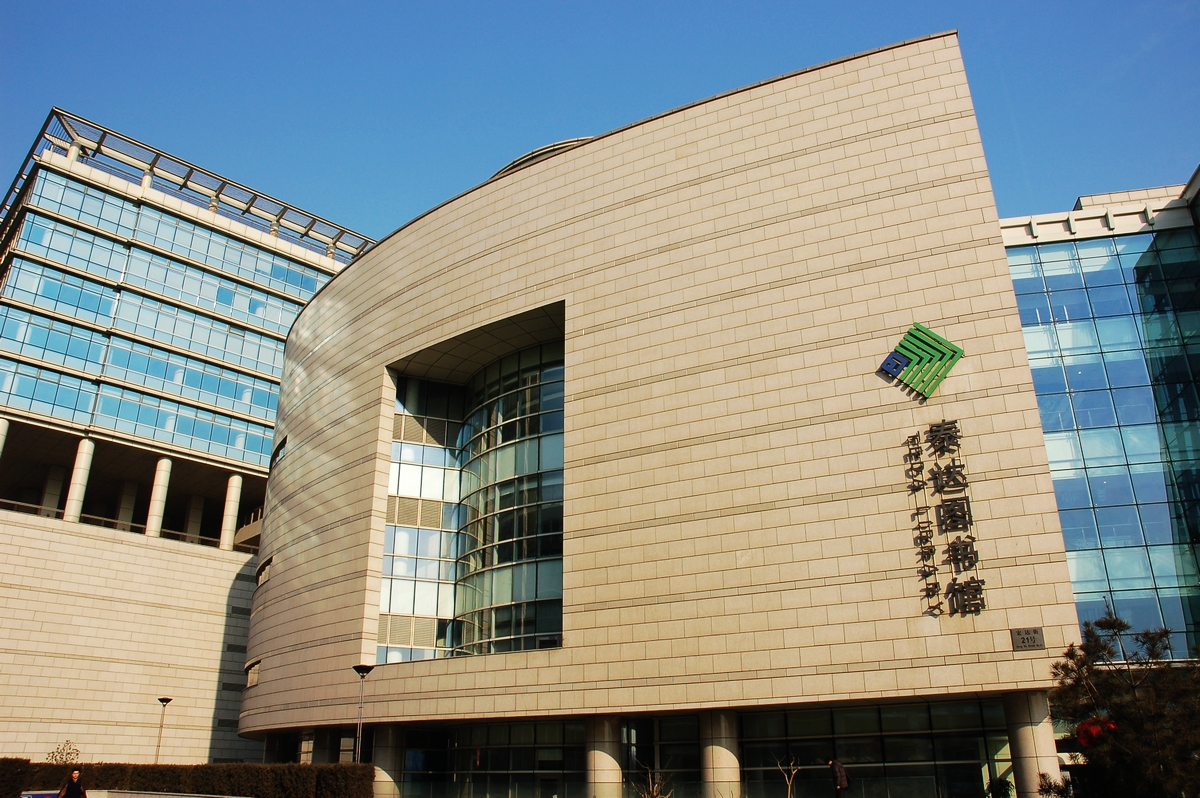
泰達図書館
- 泰達金融街
- 泰達市民広場
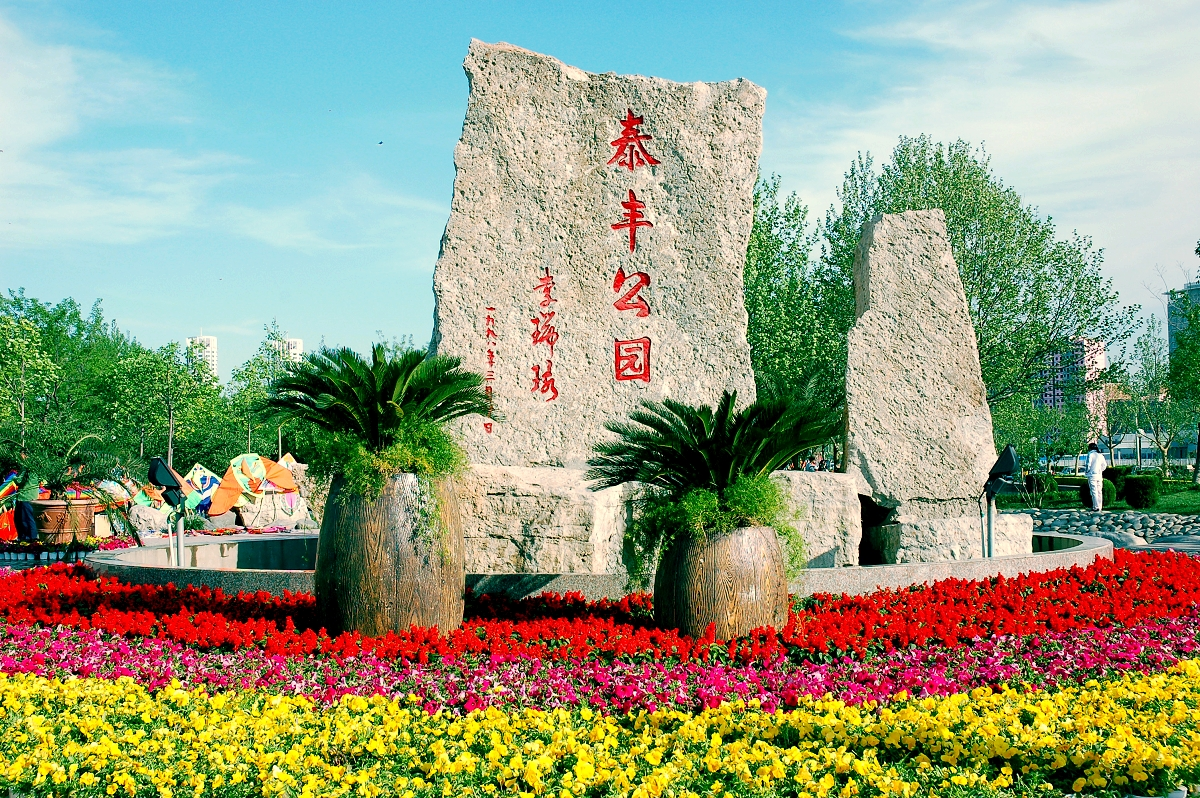
泰豊公園
- 天津泰達足球場 - 天津康師傅の本拠地
泰達南開大学泰達キャンパス
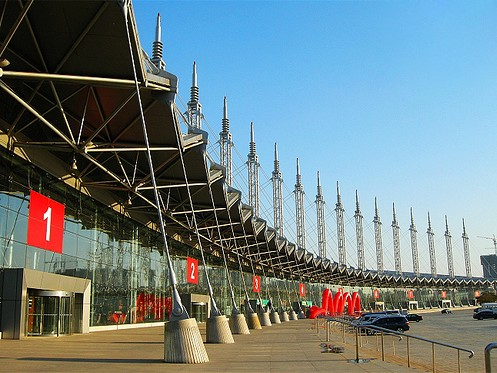
浜海国際会展中心
- 泰達国際心血管病医院
- 天津経済技術開発区委員会

- 泰達図書館
- 泰豊公園
- 泰達南開大学
- 浜海国際会展中心

## 企業
世界の大企業500社の内、76社が存在し、以下にその一部を列挙する。
| - モトローラ - トヨタ自動車 - 本田技研工業 - サムスン電子 - フリースケール・セミコンダクタ | - 富士通 - LGグループ - ブリヂストン - コカ・コーラ - ヤマハ | - サンライダー - 京セラ - ネスレ - パナソニック - ハネウェル | - 康師傅 - 統一企業 - ノボノルディスク - シュナイダー |

## 交通
中国国鉄の泰達貨物駅がかつてはあったものの、現在は使用停止となっている。また、建設中の津秦旅客専用線の浜海駅がこの界隈に設置される予定である。それ以外は浜海快速と、天津開発区路面電車1号線が開通している。
道路網は、大通りの第一大街から第十一大街が整備されている。
空港は開発区より約30キロメートルの地点に天津浜海国際空港がある。

## 其の他

### スポーツ
中国サッカー・スーパーリーグに属する天津康師傅の本拠地が当地区内の天津泰達足球場である。

### 教育
同地が開発されるにつれて、教育人員も要されるようになった事から、国際化を視野に入れ、1984年に渤海開放大学が成立、翌年3月700名の定員となり、さらに翌年、500名増員された。
1991年、文教衛生局が同地にできた事から、1993年6月に渉外職業中等専門学校が、1994年12月6日には泰達幼稚園、同年末に天津経済技術開発区国際学校が開校ないしは開園した。
1996年10月、渉外職業中等専門学校と文教衛生局によって、培訓中心が誕生し、また、同月に泰達第二幼稚園も開園した。続く1997年4月、天津経済技術開発中等専門学校が、同年7月に泰達第一小中学校、翌年初めに南開大学泰達キャンパスの建設が起工され、2000年8月28日に開校した。